# New Zealand State Highway 38
Der New Zealand State Highway 38 (State Highway 38 oder in Kurzform SH 38) ist eine Fernstraße von nationalem Rang auf der Nordinsel von Neuseeland.

## Geographie
Die Fernstraße besitzt eine Länge von knapp 200 km und führt von den Rainbow Mountain in südwestliche Richtung durch das Gebiet des Te Urewera, östlich entlang des Lake Waikaremoana bis nach Wairoa. Sie verbindet den New Zealand State Highway 5 im Rotorua District in der Region Bay of Plenty mit dem New Zealand State Highway 2 Wairoa District in der Region Hawke’s Bay.

## Strecke
Der State Highway 38 zweigt nordwestlich angrenzend an die bis zu 743 m hohen Rainbow Mountain, die auch offiziell Maunga Kākaramea genannt werden, vom New Zealand State Highway 5 in östliche Richtung ab und folgt nach einigen Kilometern eine lange Strecke der südöstlichen Richtung, um dann einige Kilometer vor der Kleinstadt Murupara nach Osten auf die Stadt zuzuführen. Nach knapp 4 km erreicht die Straße die ausgedehnte Wald- und Gebirgslandschaft des Te Urewera, durchkreuzt die Ikawhenua Range von Westen nach Osten und später beim 923 m hohen Taupeupe Saddle die Huiarau Range in südliche Richtung mit dem Ziel Lake Waikaremoana. Den See an seiner östlichen Seite umfahrend, zweigt der State Highway 38 bei Onepoto in südöstliche Richtung ab und folgt den Flussverläufen des Waikaretaheke River und anschließend dem Waiau River bis Frasertown. Von dort sind es nur noch wenige Kilometer bis Wairoa, wo der State Highway im nördlichen Teil der Stadt auf den New Zealand State Highway 2 trifft und nach fast 200 km Straßenverlauf dort endet.

## Hintergrund
Ein großer Teil der Strecke State Highway 38 führt durch das Gebiet des Te Urewera, das im Jahr 2014 über das Gesetz des Te Urewera Act 2014 zu einer juristischen Person ernannt wurde und vom Te Urewera Board verwaltet wird. Der Māori Iwi (Stamm) der Ngāi Tūhoe besitzen dort ein verbrieftes Mehrheitsstimmrecht.
Ein Projekt, das Nature's Road genannt wurde, zielt darauf ab, die Sicherheit und Widerstandsfähigkeit der SH38/Special Purpose Road zwischen Wairoa und Murupara für die örtlichen Gemeinden der Ngāi Tūhoe und für Besucher der Gegend zu verbessern. Rund 70 km der Straße liegen im gebirgigen Te Urewera und sind unbefestigt sowie nicht asphaltiert. Dem Projekt zufolge soll dies in Abstimmung mit dem Stamm der Ngāi Tūhoe geändert werden. Das Projekt wurde im April 2023 begonnen und es wird geschätzt, dass die Arbeiten bis in das Jahr 2025 hinein dauern werden.

## Wichtige Anschlussstellen
| Distrikt                                            | Ort              | km    | Verbindung nach                                   | Anmerkungen          |
| --------------------------------------------------- | ---------------- | ----- | ------------------------------------------------- | -------------------- |
| Rotorua District                                    | Maunga Kākaramea | 0     | SH 5 nordwestlich Rotorua                         | SH 38 beginnt        |
| Rotorua District                                    | Maunga Kākaramea | 0     | SH 5 südwestlich Taupō                            | SH 38 beginnt        |
| Whakatāne District                                  | Murupara         | 37,2  | über die Kopuriki Road nach Norden nach Edgecumbe |                      |
| Übergang vom Whakatāne District zum Wairoa District | Taupeupe Saddle  | 104,9 |                                                   | 923 m hoch           |
| Wairoa District                                     | Onepoto          | 145,5 |                                                   | am Lake Waikaremoana |
| Wairoa District                                     | Frasertown       | 192,3 |                                                   |                      |
| Wairoa District                                     | Wairoa           | 199,2 | SH 2 westlich bis südwestlich Napier              | SH 38 endet          |
| Wairoa District                                     | Wairoa           | 199,2 | SH 2 östlich Māhia Peninsula                      | SH 38 endet          |